# Capital CF
Der Capital Clube de Futebol SAF S/c Ltda. ist ein Sportverein aus Paranoá, im brasilianischen Bundesstaat Distrito Federal do Brasil. Spitzname des Klubs ist Coruja, portugiesisch für Eule, welche auch das Maskottchen darstellt.

## Geschichte
Capital wurde am 5. Juli 2005 in Guará als ein Fußballunternehmen gegründet. Der Klub baute dabei auf die Strukturen des ortsansässigen SE Maringá auf, welcher von 1980 bis 2004 bestand. Dieser war achtfacher Amateurmeister von der Distriktmeisterschaft von Brasília und nahm nur im letzten Jahr seines Bestehens im Profibereich teil. Hier an der Segunda Divisão, deren zweiten Liga.
Für die Saison 2011 ging der Klub eine Kooperation mit dem Cristalina AC aus Cristalina ein und seine Spiele als Capital/Cristalina aus. Nach Beendigung der Distriktmeisterschaft im November des Jahres wurde die Zusammenarbeit wieder beendet und Captial kehrte nach Guará zurück. Ende des Jahres 2021 mietete der Klub das Estádio JK Paranoá von der Stadt Paranoá. Capital übernahm das Management und damit das Recht über Entscheidungen zur Nutzung des Platzes. Bis dahin trug die Mannschaft ihre Spiele in Arenen anderer Klubs aus, wie z. B. im Abadião in Ceilândia oder Bezerrão in Gama. Dem Paranoá EC, welcher im JK Paranoá bislang seine Heimspiele austrug, wurde zugesagt ihn bei den Planungen zu berücksichtigen.
2024 wandelte der Geschäftsmann Godofredo Gonçalves, welcher bereits seit 2018 Präsident des Klubs war, diesen in eine SAF (Sociedade Anônima do Futebol), wirtschaftliches Fußballunternehmen, um.

## Herren Fußball
Capital übernahm 2005 den Startplatz von Maringa in der Segunda Divisão. Der Klub erreichte die Finalspiele im November. Gegner hier war der SE Ceilandense, welcher bezwungen werden konnte. Mit dem Meistertitel war auch der Aufstieg in die oberste Spielklasse der Distriktmeisterschaft für 2006 verbunden. Capital konnte sich hier nicht halten, sondern musste direkt wieder absteigen, sowie auch im Folgejahr der Absturz in die dritte Liga folgte. 2009 gewann der Klub hier das Finale gegen den Bosque Formosa EC aus Formosa und kehrte in die zweite Liga zurück. In der Distriktmeisterschaft 2011 hatte man den dritten Platz belegt und damit einen Aufstiegsplatz. Die Rückkehr in die erste Liga sollte Capital aber verwehrt bleiben. Man durch den Einsatz nicht registrierter Spieler einen vier Punkteabzug erhalten und wurde dadurch nur Fünfter. Letztendlich profitierte Capital aber von einer Erweiterung des Teilnehmerfeldes der ersten Liga und konnte somit 2012 in diese zurückkehren. Nachdem der Klub 2014 abgestiegen war und der zweiten Liga 2015 nur den 10. Platz bei zwölf Teilnehmern belegte, zog er sich für 2016 gänzlich vom Spielbetrieb zurück. Die Rückkehr für 2017 wurde Captial zunächst verwehrt, nur durch ein Gerichtsurteil konnte man schließlich teilnehmen und ging hierfür eine Kooperation mit dem CDF Universidade de Brasília ein. Aus diesem Grund wurde die Mannschaft in Capital/UnB umbenannt. Die Gruppe der Athleten und der Trainerstab, die nur aus Studenten der öffentlichen Universität bestanden, führten das Team auf den achten Platz und gewannen einen Sieg in fünf Spielen. Die Dauer der Zusammenarbeit ist unbekannt, bestand aber noch 2018, als man ungeschlagener Zweitligameister wurde. Seit 2019 tritt die Capital in der ersten Liga der Distriktmeisterschaft an.
Aufgrund positiver regionaler Ergebnisse qualifizierte sich Capital für die Saison 2025 erstmals zur Teilnahme an nationalen Wettbewerben, so zum Copa do Brasil, dem nationalen Pokalwettbewerb. Als Vizemeister der Distriktmeisterschaft 2024 trat Capital beim Copa do Brasil 2025 an. Hier traf der Klub in der ersten Runde auf die AA Portuguesa (RJ). Dieses war ein Duell zwischen dem im in der Rangliste des nationalen Verbandes CBF nicht platziertem Capital und dem 68. Portuguesa. Die Partie endete 0:0, so dass die Entscheidung zum Einzug in die zweite Runde im Elfmeterschießen gefunden werden musste. Hier konnte sich Capital mit 5:4 durchsetzen. Auch in der zweiten Runde war der Klub mit einem 3:1 über den Porto Velho EC (Platz 87) erfolgreich. In der dritten Runde war der Konkurrent der Botafogo FR aus der Série A und Meister dieser 2024. Das Hinspiel in Rio de Janeiro verlor die Mannschaft mit 0:4, sodass der 1:0-Rückspielsieg nur noch Makulatur war.
2025 wird Captial auch in der Série D, der vierten nationalen Liga, teilnehmen.

### Herren Teilnahme an Fußballwettbewerben
| Wettbewerb                            | Teilnahmen                                   |
| ------------------------------------- | -------------------------------------------- |
| Copa do Brasil                        | 01× – 2025                                   |
| Série D                               | 01× – 2025                                   |
| Distriktmeisterschaft                 | 11× – 2006, 2012–2014, 2019–                 |
| Distriktmeisterschaft Segunda Divisão | 07× – 2005, 2007, 2010–2011, 2015, 2017–2018 |
| Distriktmeisterschaft Dritte Liga     | 02× – 2008–2009                              |
| Copa Verde                            | 01× – 2025                                   |

### Herren Erfolge
- Distriktmeisterschaft von Brasília – Vizemeister: 2024, 2025
- Distriktmeisterschaft von Brasília – Segunda Divisão: 2018
- Distriktmeisterschaft von Brasília – Dritte Liga: 2009

## Frauen Fußball
Für Capital trat auch eine Damenmannschaft in der Distriktmeisterschaft an. Diese konnte die Mannschaft 2013 gewinnen und sich damit für die Teilnahme am Copa do Brasil für das Folgejahr qualifizieren. Beim Copa do Brasil de Futebol Feminino 2014 traf der Klub in der ersten Runde auf den Neves FC aus Ribeirão das Neves. Die Spiele endeten 0:2 und 2:2, womit Capital ausschied.
2023 trat Capital in der Série A3, deren dritten nationalen Liga, an. Man hatte sich hierfür als Viertplatzierter der Distriktmeisterschaft von 2022 qualifiziert. In der Série A 2023 konnte sich die Mannschaft in der ersten Runde gegen den Ceilândia EC, den fünften aus der Distriktmeisterschaft 2022, mit 4:1 und 2:1 durchsetzen. Im Achtelfinale gegen Uberlândia EC erzielte man im Halbfinale ein 1:1, schied dann aber nach einem 0:2 im Rückspiel aus.
Ein Bestand der Mannschaft ist nicht nachgewiesen.

### Frauen Teilnahme an Fußballwettbewerben
| Wettbewerb            | Teilnahmen                 |
| --------------------- | -------------------------- |
| Copa do Brasil        | 1× – 2014                  |
| Série A3              | 1× – 2023                  |
| Distriktmeisterschaft | mind. 4× – 2011–2013, 2022 |

### Frauen Erfolge
- Distriktmeisterschaft: 2013